# Acetylenek miedzi(II)
Acetylenek miedzi(II), CuC
2 – miedzioorganiczny związek chemiczny z grupy acetylenków będący w rzeczywistości polimerem. Brązowoczarny proszek, nierozpuszczalny w wodzie, wyjątkowo czuły na wstrząsy, ogrzewanie i tarcie – nawet łagodne uderzenie lub ogrzanie może spowodować wybuch. W stanie suchym jest palny i bardziej podatny na wstrząsy i ogrzewanie niż acetylenek miedzi(I).
Otrzymywany jest poprzez przepuszczanie par acetylenu nad wodnym roztworem amoniakalnej soli miedzi. Stosowany jest w spłonkach detonujących oraz jako katalizator podczas syntezy butynodiolu (HO−CH
2−C≡C−CH
2−OH) i alkoholu propargilowego, w reakcji addycji formaldehydu do acetylenu:
HC≡CH + H
2C=O → HC≡C−CH
2−OH